# قبر یعقوب
قبر یعقوب مربوط به دوره هخامنشی - دوران‌های تاریخی پس از اسلام است و در شهرستان پاسارگاد، دهستان مادرسلیمان، شمال محوطه مقدس واقع شده و این اثر در تاریخ ۹ اردیبهشت ۱۳۸۲ با شمارهٔ ثبت ۸۴۹۰ به‌عنوان یکی از آثار ملی ایران به ثبت رسیده است.